# Büste (Altmark)
Büste is een plaats en voormalige gemeente in de Duitse deelstaat Saksen-Anhalt, en maakt deel uit van de gemeente Bismark (Altmark) in de  Landkreis Stendal.
Büste, een Ortschaft van de gemeente Bismark,  telde, begin 2022, 291 inwoners.
Het plattelandsdorpje Büste ligt 4 km ten noorden van Bismark.